# Rachel Whiteread
Rachel Whiteread MBE (født 20. april 1963) er en britisk samtidskunstner, der hovedsageligt arbejder med skulpturer. I 1993 modtog hun som den første kvinde Turnerprisen.
1. ↑  Navnet er anført på svensk og stammer fra Wikidata hvor navnet endnu ikke findes på dansk.